# Tilly Moses
Mathilde „Tilly“ Moses (* 21. Januar 1893 in Berlin als Mathilde Rothstein; † 1982 in Beʾer Scheva) war eine deutsch-israelische Bergsteigerin, die in den 1920er Jahren im Deutschen und Österreichischen Alpenverein (DuOeAV) aktiv war. Hauptberuflich war sie niedergelassene Ärztin in Berlin.
Tilly Moses, Tochter des Kaufmanns Adolph Rothstein, studierte Medizin in Heidelberg mit der Promotion 1919 (Über die Beziehungen der Hernia diaphragmatica congenita zur Entwicklungsgeschichte), arbeitete an Krankenhäusern in Berlin und Weimar und ließ sich nach der Heirat mit dem Arzt und Chirurgen Bruno Moses (1883–1946) als praktische Ärztin in Berlin nieder. Im Juli 1938 emigrierte sie mit ihrem Mann und ihren beiden Kindern über die Niederlande, dann nach Paris und schließlich über Taormina in Italien nach Palästina. Sie betrieb mit ihrem Mann eine Praxis in Jerusalem.
Tilly Moses war als eine der wenigen Frauen aktiv als Kletterin im Deutschen und Österreichischen Alpenverein (DuOeAV). Sie war sehr sportlich, spielte Tennis und fuhr regelmäßig Ski. Sie leitete 1927 bis 1929 eine Waldlaufgruppe im DuOeAV, war ab 1929 Tourenwartin und zeitweise im Vorstand.
Bereits in den 1920er Jahren gab es heftige antisemitische Tendenzen im Deutschen und Österreichischen Alpenverein trotz des großen Anteils von Juden am Aufbau des Vereins, die zum Ausschluss von Juden in Österreich führten. Diese gründeten daraufhin eigene Vereine: die Sektion Donauland in Österreich und den Deutschen Alpenverein Berlin. 1932 eröffneten sie das Friesenberghaus in den Zillertaler Alpen, das 1938 von den Nationalsozialisten enteignet wurde. Tilly Moses war im Deutschen Alpenverein Berlin aktiv und ihr Name findet sich zur Erinnerung eingeschnitzt wie der anderer jüdischer Mitglieder auf einem der 12 Stühle im Friesenberghaus.
Mit ihrem am 24. Mai 1921 geheirateten Mann Bruno Moses hatte sie zwei Kinder, Hilde (Ruth), geboren 1922, und Walter (Shimon), geboren 1926.